# Ferdynand Chaber

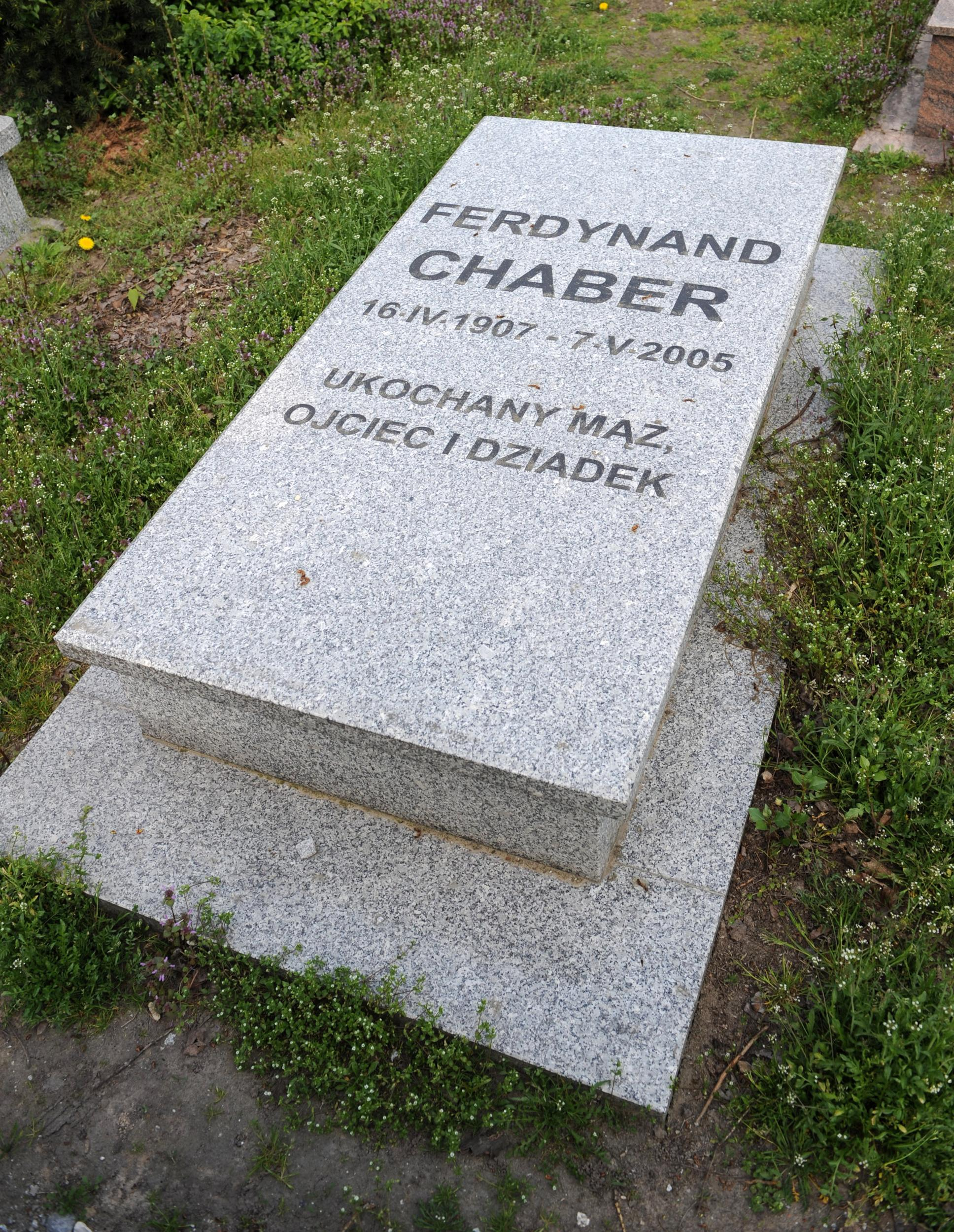
Grób Ferdynanda Chabera na cmentarzu żydowskim przy ulicy Okopowej w Warszawie

Ferdynand Chaber (ur. 16 kwietnia 1907 w Tarnowie, zm. 7 maja 2005 w Warszawie) – polski działacz komunistyczny pochodzenia żydowskiego.

## Życiorys
Urodził się jako Efraim Haber w rodzinie Izaaka (następnie Józefa) i Bronisławy Haberów. Studiował prawo i ekonomię na Uniwersytecie Jagiellońskim. Od marca 1929 był członkiem Komunistycznej Partii Polski (pseudonimy „Krzysiek”, „Bolek”). Za działalność w KPP został skazany na karę 4 lat pozbawienia wolności i relegowany z uczelni. Następnie pracował w Komitecie Centralnym Międzynarodowej Organizacji Pomocy Rewolucjonistom. Okres II wojny światowej spędził w Związku Radzieckim. W 1944 wstąpił do Związku Patriotów Polskich.
Od kwietnia 1945 należał do Polskiej Partii Robotniczej, a następnie do Polskiej Zjednoczonej Partii Robotniczej. W kwietniu 1945 został skierowany do pracy w cenzurze prasowej Polski Ludowej, po jej wydzieleniu z Wydziału Propagandy. Został kierownikiem wydziału w Centralnym Biurze Kontroli Prasy w II Departamencie Ministerstwa Bezpieczeństwa Publicznego. Od września 1947 do listopada 1948 pełnił funkcję zastępcy kierownika Wydziału Propagandy i Prasy KC PPR. Od grudnia 1948 do stycznia 1954 był zastępcą kierownika Wydziału Prasy i Wydawnictw, a od stycznia 1954 do września 1969 pełnił tę funkcję w Wydziale Agitacji i Propagandy KC PZPR. W 1969 przeszedł na emeryturę. Według jego późniejszych opinii została ona wymuszona przez władze w związku „z antypaństwową działalnością” jego dzieci.
Pochowany na cmentarzu żydowskim przy ulicy Okopowej w Warszawie (kwatera 2).

## Odznaczenia
Za, działalność powojenną przy utrwaleniu demokratycznych form państwowości polskiej na terenie całego kraju, uchwałą Prezydium KRN z 19 lipca 1946 odznaczony Złotym Krzyżem Zasługi. W lipcu 1964 odznaczony Orderem Sztandaru Pracy II klasy (1964).

## Życie prywatne
Ferdynand Chaber był ojcem Heleny Łuczywo.